# Orange County (Virginia)
Orange County is een van de 95 county's in de Amerikaanse staat Virginia. Daarnaast kent Virginia 39 onafhankelijke steden die niet tot county's behoren.
De county heeft een landoppervlakte van 885 km² en telt 25.881 inwoners (volkstelling 2000). De hoofdplaats is Orange.

## Geschiedenis

### Amerikaanse Burgeroorlog
Tussen 5 tot 7 mei 1864 vond in Orange County en Spotsylvania County de Slag in de Wildernis plaats.

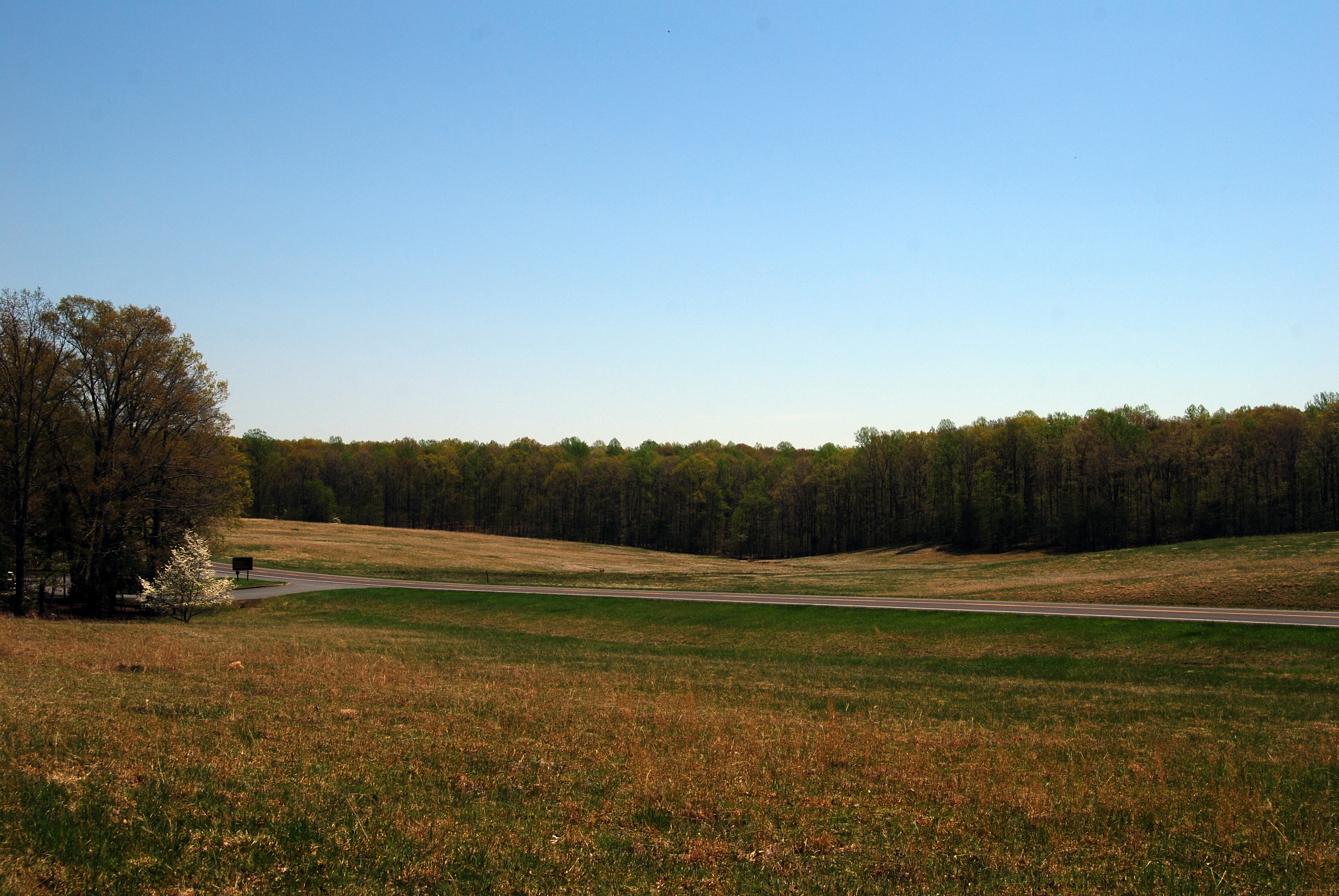
Saunders field, een open veld dat deel uit maakte van de Slag in de Wildernis
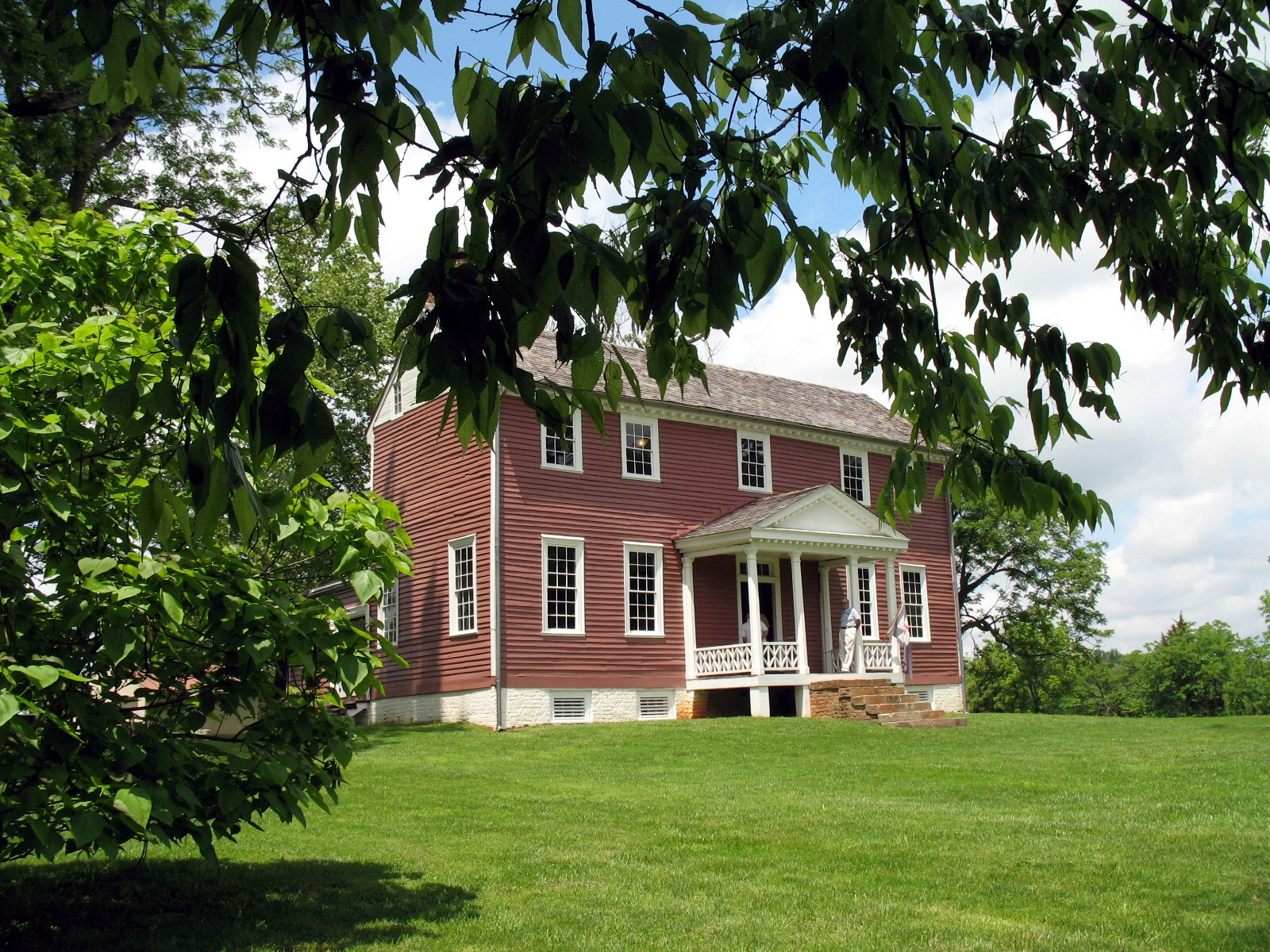
Ellwood Manor was een hoofdkwartier tijdens de slag

## Geboren
- Randolph Scott (1898-1987), acteur